# Sulighete, Hunedoara
Sulighete (în maghiară Szúliget, alternativ Hosszúliget) este un sat în comuna Șoimuș din județul Hunedoara, Transilvania, România.

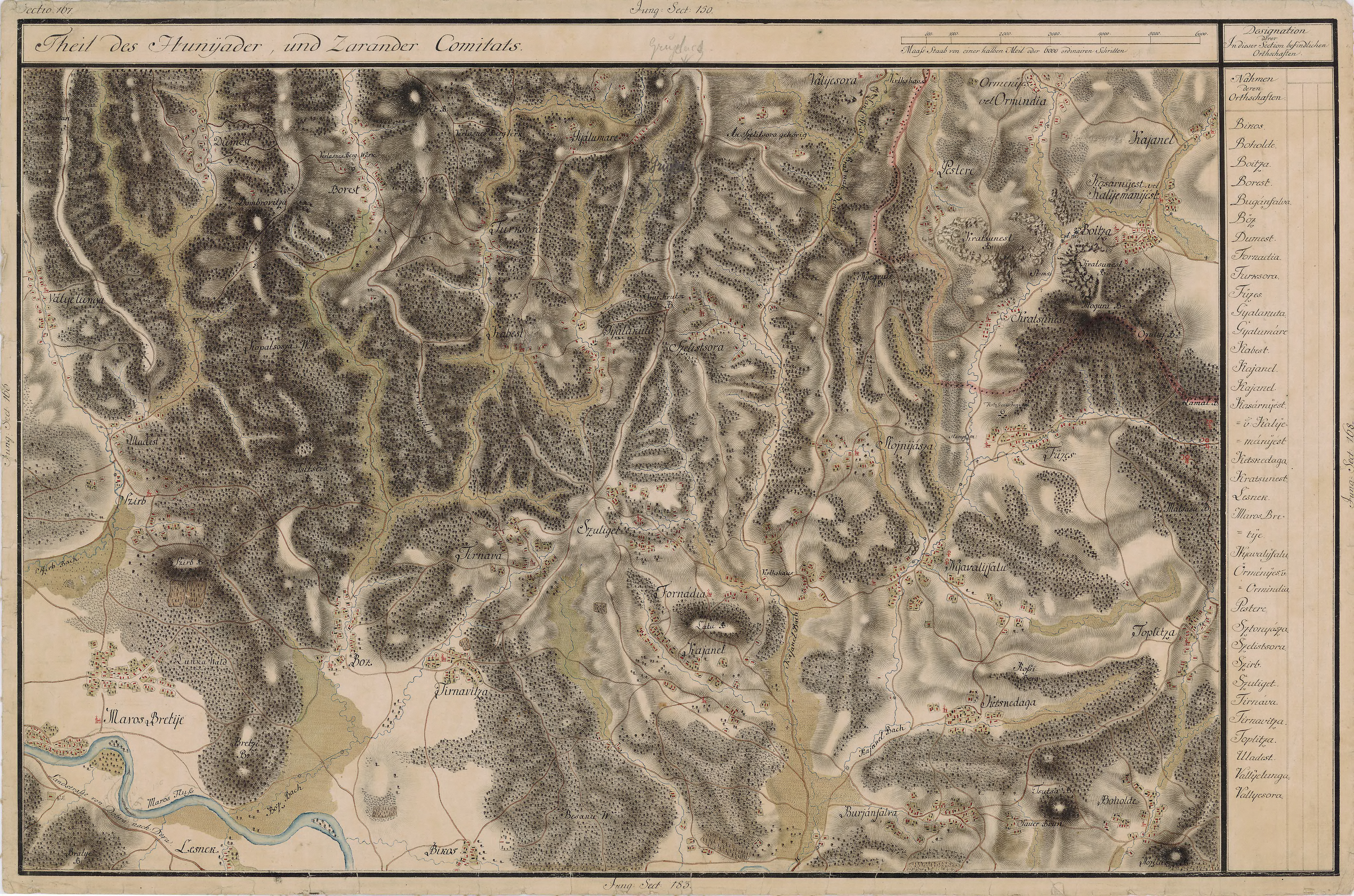
Sulighete în Harta Iosefină a Transilvaniei, 1769-1773

## Monumente istorice
- Biserica de lemn „Adormirea Maicii Domnului”